# 레디 오어 낫
《레디 오어 낫》(영어: Ready or Not)은 2019년 개봉한 미국의 블랙 코미디, 공포 영화이다.

## 줄거리
어릴 적 다니엘 르 도마는 가족 저택에서 부상당한 남자를 발견하지만, 도움을 주기는커녕 가면과 예복을 입은 가족들에게 알린다. 그 남자는 결국 엽총으로 살해된다. 30년 후, 르 도마 가문의 기업을 물려받을 예정인 알렉스는 고아 출신인 그레이스와 결혼한다. 결혼식 후, 르 도마 가문의 부를 일군 조상이 악마와 계약을 맺었으며, 결혼 첫날 밤 새로운 가족 구성원은 악마의 퍼즐 상자에서 게임 카드를 뽑아야 한다는 것을 알게 된다. 그레이스는 '숨바꼭질' 카드를 뽑고, 르 도마 가족은 그녀를 찾아 의식을 치러 희생시켜야 한다. 만약 새벽까지 찾지 못하면, 가족 전체가 죽는다는 저주가 걸려있기 때문이다.
그레이스가 도망치기 시작하고, 알렉스는 보안 시스템을 무력화하여 그녀를 돕는다. 다니엘은 가족에게 환멸을 느끼고 그레이스에게 도망칠 시간을 벌어준다. 여러 번의 위험한 상황 속에서 가족들은 실수를 저지르고 다른 하녀들을 죽게 만든다. 그레이스는 계속해서 도망치지만 가족들에게 번갈아 가며 쫓기며 결국 붙잡힌다. 르 도마 가족은 의식을 준비하지만, 다니엘은 몰래 그들에게 독을 먹인다. 자선은 다니엘을 죽이지만 그레이스는 또다시 도망친다. 저택이 불타는 혼란 속에서 그레이스는 베키를 죽인다. 알렉스는 다시 그레이스를 잡아 의식을 완료하려 하지만, 해가 뜨자 그레이스는 의식에서 탈출한다.
저주 때문에 헬렌을 시작으로 가족들은 차례로 폭발한다. 알렉스는 그레이스에게 용서를 구하지만, 그녀는 거절하며 이혼을 선언한다. 알렉스 역시 저주로 폭발하고, 악마는 그레이스를 인정한다. 피투성이가 된 그레이스는 불타는 저택에서 걸어 나오며 경찰에게 "시댁"이라고 간단히 말한다.

## 출연진
- 사마라 위빙 - 그레이스 리도마스 역
- 애덤 브로디/에티엔 켈리치(아역) - 대니얼 리도마스 역
- 마크 오브라이언/체이스 처칠(아역) - 알렉스 리도마스 역
- 헨리 처니 - 토니 리도마스 역
- 앤디 맥다월/케이트 지글러(아역) - 베키 리도마스 역
- 멜라니 스크로파노 - 에밀리 리도마스 역
- 크리스티안 브룬 - 피치 브래들리 역
- 엘리스 러벡 - 체리티 리도마스 역
- 니키 과다니/일래나 덩클먼(아역) - 헐린 리도마스 역
- 존 랠스턴 - 스티븐스 역
- 리엄 맥도널드 - 조지 브래들리 역
- 이선 타바레스 - 게이브 브래들리 역
- 냇 팩슨 - 저스틴(목소리 출연) 역